# Wladimir Michailowitsch Lopuchin

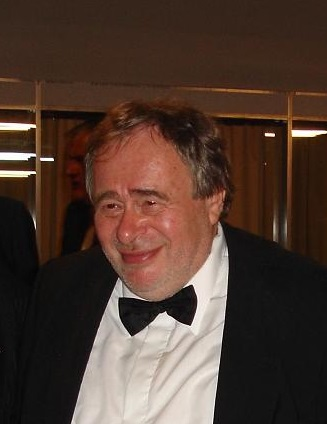
Wladimir Michailowitsch Lopuchin, 2008

Wladimir Michailowich Lopuchin (russisch: Влади́мир Миха́йлович Лопухи́н; * 23. Mai 1952 in  Moskau, UdSSR; † 26. Mai 2020 in Moskau) war ein russischer Ökonom und Politiker und von 1991 bis 1992  Minister für Kraftstoff und Energie der Russischen Föderation.

## Biografie
Lopuchin war der Sohn von Michail Lopuchin, einem hochrangigen KGB-Offizier, der wegen Spionage aus den USA ausgewiesen wurde. Eine Vorfahrin soll im 18. Jahrhundert Jewdokija Lopuchina, die erste Frau von Zar Peter dem Großen gewesen sein.
Er absolvierte 1975 die Fakultät für Wirtschaftswissenschaften der Lomonossow-Universität Moskau. Danach arbeitete er an der Akademie der Wissenschaften der UdSSR am Institut für Weltwirtschaft und internationale Beziehungen (1975–1977), am Allrussischen Forschungsinstitut für Systemforschung (1977–1983) und am Institut für Volkswirtschaft Prognose (1983–1991).
Als sich Ende 1991 die UdSSR auflöste nahm er eine wichtige Position an der Seite von Boris Jelzin ein. Von November 1991 bis Juni 1992 war er zur Zeit Jelzins Minister für Kraftstoff und Energie der Russischen Föderation, als Nachfolger von Anatoly Dyakow. Ihm folgte Viktor Chernomyrdin im Amt.
Lopuchin übernahm die Verantwortung für den großen Bereich des Öl- und Gassektors, ein wichtiger Teil der Wirtschaft in Russland. Die Gründung privater Ölunternehmen anstelle der Staatsunternehmen hat er maßgeblich eingeleitet und damit die Entstehung der großen privaten russischen Ölunternehmen, darunter Lukoil. Bedeutsam war und blieb die monopolisierte Erhaltung der russischen Erdgasindustrie durch das staatlich kontrollierte Unternehmen Gazprom, das zu 50,002 Prozent der Russische Föderation gehört.
Er wurde im Herbst 1992 zum Berater des russischen Premierministers Jegor Gaidar ernannt, der bis 1994 dieses Amt innehatte.

Von 1992 bis 1996 war er zudem leitender Berater bei der Lazar Bank. Seit 1996 war er Gründer und Präsident von IK Wangward. Gleichzeitig war er 2007/08 ein  Mitglied des Verwaltungsrates der RTM-Group AG. Er war auch einer der Gründer einer Reihe von Unternehmen in Russland.
Lopuchin verstarb 2020 an den Folgen einer COVID-19-Erkrankung.